# En malas compañías
En malas compañías (deutsch: In schlechter Gesellschaft) ist ein spanischer Kurzfilm von Antonio Hens aus dem Jahr 2000. Israel Rodriguez spielt die Hauptrolle des homosexuellen Guillermo.

## Handlung
Der 16-jährige Guillermo lebt seine Homosexualität in den Toiletten des Einkaufszentrums in seiner Nachbarschaft aus. Sein Vater erwischt ihn mit seinem Englischnachhilfelehrer, später wird er von den Wachleuten des Zentrums mit einem Mann auf der Toilette geschnappt und der Polizei überstellt. Seine Eltern gehen deswegen mit ihm zu einem Therapeuten, der ihnen zum großen Unmut des Vaters erklärt, sie sollten die Sexualität ihres Sohnes akzeptieren.

## Auszeichnungen
Der Film gewann beim Kurzfilmfestival Alcine von Alcalá de Henares 2000 die Preise der Caja de Madrid für die beste Leistung eines männlichen Darstellers (Israel Rodríguez) und für soziale Werte. Beim Festival Madridimagen gewann er im gleichen Jahr den Preis für den besten Kurzfilm.